# Аль-Абид, Мухаммед Али Бей
Мухаммед Али Бей аль-Абид (араб. محمد علي العابد‎; 1867, Дамаск, Османская империя — 22 октября 1939, Рим, королевство Италия) — сирийский политический деятель, президент Сирии (1932—1936).

## Биография
Родился во влиятельной сирийской семье. Его отец Ахмад Иззат Паша аль-Абид, был советником султана Абдул-Хамида II и начальником его секретной службы.
Высшее образование получил в Бейруте и на юридическом факультете в Париже.
В 1908 году — посол Османской империи в Вашингтоне, сменив на посту Мустафу Шекиб-бея. Однако в том же году, после свержения младотурками султана Абдул-Хамида II его отец бежал из Стамбула и он с отцом жил в эмиграции в Европе и Египте.
Вернулся в Дамаск летом 1920 года, когда Сирия стала французской подмандатной территорией.
В 1922 году был министром финансов Сирии.
В 1932—1936 годах — президент Сирии. В этот период активизировалось национально-освободительное движение, особенно после назначения премьер-министром крайне непопулярного среди населения Таджеддина аль-Хасани. С истечением срока полномочий аль-Абида была провозглашена независимость Сирии.
В 1936 году вышел в отставку и уехал в Париж. Он умер от сердечного приступа в отеле в Риме 22 октября 1939 года.